# St. Johannes Evangelist (Garbsen)
Die Kirche St. Johannes Evangelist war die katholische Kirche in Altgarbsen, einem Stadtteil von Garbsen in der Region Hannover in Niedersachsen. Zuletzt gehörte die Kirche zur Pfarrgemeinde St. Raphael mit Sitz im Garbsener Stadtteil Auf der Horst, im Dekanat Hannover-Nord/West des Bistums Hildesheim. Die Kirche war nach dem heiligen Evangelist Johannes benannt und befand sich in der Mozartstraße 18. Heute ist St. Raphael im knapp zwei Kilometer entfernten Stadtteil Auf der Horst die nächstgelegene katholische Kirche.

## Geschichte
1967/68 wurde die Kirche im Pottbergsviertel erbaut. Am 22. Oktober 1967 erfolgte ihre Grundsteinlegung durch Dechant Otto Bank, und am 23. Mai 1968 ihre Konsekration. Zuvor wurde katholischer Gottesdienst in einer als Notkirche eingerichteten Baracke am nahegelegenen Pottbergsweg gehalten.
Am 9. März 2007 wurde die Kirche von Bischof Norbert Trelle profaniert und im Oktober gleichen Jahres abgerissen. Auf dem Grundstück hat die Wohnungsgenossenschaft Heimatwerk Hannover e.G. von 2011 bis 2013 eine Seniorenwohnanlage mit 25 Wohnungen errichtet.

## Architektur und Ausstattung
Die Kirche wurde als Fertigteilkirche mit Turm erbaut und befand sich in rund 53 Meter Höhe über dem Meeresspiegel. Nach der Profanierung kam ihre Orgel in die evangelisch-lutherische Willehadi-Kirche im benachbarten Stadtteil Auf der Horst, wo sie am 31. Oktober 2007 wieder eingeweiht wurde. Im Juli 2013 wurde sie jedoch beim Brand der Willehadi-Kirche zerstört.